# Liste de grabens
Cet article recense des grabens.

## Liste

### Afrique
- Dépression de l'Afar
- Ghoubbet-el-Kharab
- Golfe d'Aqaba
- Golfe de Suez
- Golfe de Tadjourah
- Vallée du Grand Rift

### Amérique du Nord
- Graben d'Ottawa-Bonnechère
- Panamint Valley
- Vallée de la Mort
- Vallée de l'Owens
- Vallée du Saguenay
- Vallée du Saint-Laurent

### Amérique du Sud
- Baie de Guanabara

### Antarctique
- Grabens de Lambert

### Asie
- Golfe d'Aqaba
- Golfe de Suez
- Lac Baïkal
- Mer Morte
- Vallée de la Narmada
- Vallée du bas Godavari
- Vallée du Jourdain

### Australie
- Golfe de Saint-Vincent

### Europe
- Graben de l'Eger
- Central Lowlands
- Fossé rhénan
- Graben d'Oslo
- Limagne